# Axiom Verge
Axiom Verge ist ein Metroidvania-Computerspiel, das von dem US-amerikanischen Indie-Entwickler Thomas Happ entwickelt und von Thomas Happ Games erstmals am 31. März 2015 in Nordamerika für die PlayStation 4 veröffentlicht wurde. Später wurde das Spiel für Microsoft Windows, macOS, Linux, PlayStation Vita, Wii U, Xbox One und Nintendo Switch portiert.

## Spielprinzip
Axiom Verge ist ein Side-Scroller-Action-Adventure. Der Spieler steuert Trace, einen Wissenschaftler, der nach einer lähmenden Verletzung in einer uralten und hochtechnisierten Welt aufwacht. Das Spiel konzentriert sich auf Action und Erkundung und bietet über 60 Gegenstände und Power-ups. Das Gameplay lehnt sich an klassische Spiele wie Metroid, Contra, Blaster Master und Bionic Commando an.

## Rezeption
Axiom Verge wurde von der Fachpresse überwiegend positiv aufgenommen. Auf der Bewertungswebsite Metacritic hält die PlayStation-4-Version, basierend auf 61 Bewertungen, einen Metascore von 84 von 100 möglichen Punkten.

## Nachfolger
Während der Indie-World-Veranstaltung im Jahr 2019 kündigte der Entwickler des Spiels an, dass sich ein Nachfolger namens Axiom Verge 2 in Entwicklung befindet, der am 11. August veröffentlicht wurde.